# أحمد أبو جامع
الدكتور أحمد أبو جامع طبيب عربي ألماني، وجراح قلب بارز. ولد في مدينة بئر السبع. درس الطب في كليه الطب جامعة يوهان غوتنبرغ في ماينتس في ألمانيا (بالألمانية: Johannes Gutenberg-Universität Mainz) وأكمل فيها دراسته العليا ليصبح فيها محاضرا وأستاذاً. ويعدّ من أهم الجراحين على مستوى الوطن العربي والعالمي المتخصص بجراحة القلب المفتوح والمقفول وزراعة القلب الصناعي، حاصل على البورد الألماني والفلسطيني والإسرائيلي، شغل منصب رئيس الفريق الطبي في مركز (Klinik und Poliklinik für Herz-, Thorax- und Gefäßchirurgie)لأمراض وجراحة القلب في ماينتس وكاستشاري في جراحة القلب هناك، وله العديد من الأبحاث العلميه باللغتين الألمانية والإنجليزية.
شارك في الكثير من الأبحاث العلمية العالمية. وقد حازت دقة عملياته على وسام الامتياز من موقع CTSNet الذي يشرف بشكل مشترك من قبل جمعية جراحي الصدر (STS)، الجمعية الأمريكية لجراحة الصدر (AATS)، والجمعية الأوروبية لأمراض القلب والصدر جراحة (EACTS) واعتبرت الأحسن عالمياً من ناحية الدقّة والسرعة والنتيجة.  

## المسيرة العلمية والتدريبية
- بكالوريوس الطب والجراحة، كلية الطب جامعة يوهان غوتنبرغ في ماينتس في ألمانيا (1989) Johannes Gutenberg-Universität Mainz.
- ماجستير جراحة القلب والصدر كلية الطب جامعة يوهان غوتنبرغ في ماينتس في ألمانيا (1996)Johannes Gutenberg-Universität Mainz.
- دكتوراة جراحة القلب والصدر كلية الطب جامعة يوهان غوتنبرغ في ماينتس في ألمانيا (2009)Johannes Gutenberg-Universität Mainz.
- محاضر وأستاذ بقسم جراحة القلب والصدر كلية الطب جامعة يوهان غوتنبرغ في ماينتس في ألمانيا (2009-2013)Johannes Gutenberg-Universität Mainz.[3]

## المهارات الجراحية
- يقوم ب‘جراء جراحات القلب المختلفه للكبار.
- جراحة وتغيير مسار أو ترقيع الشرايين التاجية المحيطة بواسطة عمليات بشكل بسيط وسريع وبدون استخدام جهاز القلب والرئة اصطناعي.
- جراحة وصلات الأوعية (بأي باص).
- جراحة جميع صمامات القلب من خلال تصحيح تركيبها أو تركيب صمام اصطناعي.
- إجراء العمليات الدقيقة المنظارية في جراحة الصمامات القلبية واورام القلب واخذ الشرايين الأورطية والاوردة وكذلك عمليات الاذين بشكل بسيط وسريع.
- زرع وتغير وإصلاح صمام الشريان الابهر بواسطة القسطرة عبر الشريان أو عبر قمة القلب.
- جراحة الشريان الأبهر في منطقة الصدر.
- زراعة شبكية للشريان الأبهر.
- إجراء العمليات لعلاج أمراض الاضطرابات القلبية.
- إجراء العمليات المعقدة والكبيرة للقلب (جراحة قوس الشريان الأبهر والتهابات الصمامات وازالة الانسدادات من الشريانات الرئوية وإعادة الجراحة).
- زراعه القلب الصناعي.
- زرع أجهزة لتنظيم ضربات القلب.
- تدمير أجزاء صغيرة من الآنّسجة التي تعوق التدفق الكهربائي خلال القلب.
- علاج الانسداد التجلطي للأوعية الرّئوية.
- العمليّات في القاعة المزدوجة والتدخلات الجراحية المعقدة.
- جراحة استئصال الأورام من القلب والرئة والأوعية الدمويه.
- أي عمليات طارئة لجراحات القلب.